# صندوق التقاعد الأسترالي
صندوق التقاعد الأسترالي هو صندوق تقاعد أسترالي مقره في بريزبان كوينزلاند. مع 230 مليار دولار تحت الإدارة ولديه أكثر من 2 مليون عضو، مما يجعله ثاني أكبر صندوق تقاعد في أستراليا.

## التاريخ
تأسس الصندوق في 28 فبراير 2022 بعد الاندماج بين صن سوبر وكيه سوبر. يعد دمج صندوق التقاعد الأسترالي من أكبر عمليات دمج صناديق التقاعد في تاريخ أستراليا.
في 30 أبريل 2022 تم دمج خطة أستراليا بعد التقاعد في صندوق التقاعد الأسترالي. في مايو 2022، عينت مجموعة وول ورثس صندوق التقاعد الأسترالي لإدارة خدمات تقاعد الشركات.